# Ritstriden i Indien

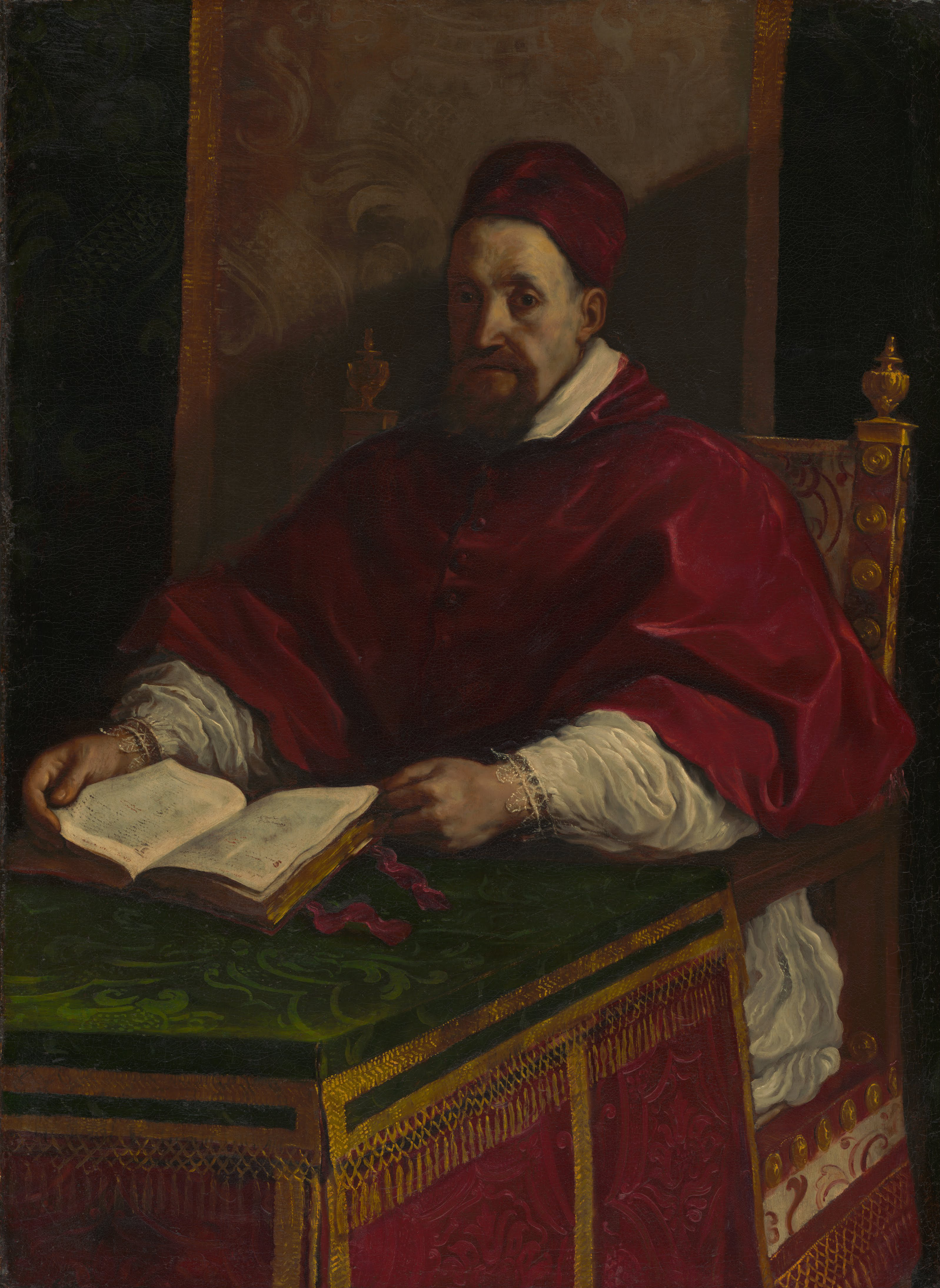
Påven Gregorius XV tillät Roberto de Nobilis metoder i Indien.

Ritstriden i Indien var en tvist inom den romersk-katolska kyrkan under 1600- och 1700-talen om gränserna för anpassningsprincipen (anpassningen av kristna uttryck till lokala kulturer) inom missionen i Indien. 
Centralt i denna striden stod oenighet om jesuitpatern Roberto de Nobilis anpassning till indiska sedvänjor under sin verksamhet i Madurai i det som nu är Tamil Nadu. Striden har också kallats striden om de malabariska riterna, men detta är huvudsakligen missvisande då det syftar på en fråga som endast i liten grad hade att göra med pater de Nobili. 
Pater de Nobili menade att, för att kunna göra katolicismen gångbar i de mer tongivande kretsarna, måste man också komma i kontakt med de högre kasten. Han lade märke till att de hinduistiska munkarna, sadhuerna, var högt respekterade i samhället, och började att klä sig som de. Då han upptäckte att han inte fullt ut kunde umgås med dem han ville, började han att framstå som en kshatriya, och kom till slut fram till att det var som brahminsk tiggarmunk han bäst nådde fram. Han började då att klä sig i saffransfärgad kappa och bara en kamadalu (en vattenkruka) på samma sätt som brahminmunkarna. Han uppförde sig i stor utsträckning som en brahminer. Det innebar bland annat att han höll minsta möjliga kontakt med de låga kasten, han varken döpte dem eller berörde dem i andra sammanhang. Hans tålmodiga arbete bland brahminerna ledde till en rad konverteringar i södra Indien. Han tillät emellertid alla kristna att delta i de gemensamma gudstjänsterna, dock på åtskilda platser. Detta var dock att gå längre än de katolska malabarerna i Kerala tillät.
Hans egna medbröder i jesuitorden i Indien var för det mesta kritiska till metoden. De flesta katoliker i det sydöstliga Indien var fiskare och pärldykare från de lägsta kasten. 
Påven Gregorius XV tillät emellertid Nobilis metod den 31 januari 1623 med bullan Romanae sedis antistetes. Men med kapucinordens ankomst till Indien skärptes konflikten. Den påvliga legaten Maillard de Tournon förbjöd riterna och påven Clemens XII bekräftade förbudet åren 1734 och 1739. Den slutliga fördömelsen gavs av påven Benedikt XIV i bullan Omnium sollicitudinum år 1744.
Först år 1940 modifierades förbudet av Rom.